# De røgede Bornholmere
De røgede Bornholmere er en dokumentarfilm instrueret af Niels Grunnet efter eget manuskript.

## Handling
Et af Bornholms vigtigste erhverv, sildefiskeriet, samt tilberedningen af de berømte røgede sild.